# Robert Kubica
Robert Józef Kubica (Krakov, 7. prosinca 1984.) je bivši poljski vozač Formule 1. 
U veljači 2011. doživio stravičnu nesreću na talijanskom reliju koja ga je udaljila iz natjecanja Formule 1. Nakon dugog oporavka ponovno je počeo s natjecanjima u reliju 2013. god. kako bi se donekle pripremio za mogući povratak u F1. Sve je to bilo s dozom upitnosti jer ozljeđena ruka nije više imala potpunu funkcionalost. Ipak, uz puno muke uspio se vratiti nazad u F1 s Williamsom u sezoni 2019. nakon osam godina izbivanja.

### Potpuni popis rezultata u F1
(legenda) (Utrke označene debelim slovima označuju najbolju startnu poziciju) (Utrke označene kosim slovima označuju najbrži krug utrke)
| Godina | Momčad             | Šasija           | Motor                    | Gume | 1.      | 2.      | 3.     | 4.     | 5.     | 6.      | 7.      | 8.     | 9.      | 10.     | 11.   | 12.     | 13.     | 14.    | 15.    | 16.     | 17.    | 18.    | 19.   | Bodovi | Poredak |
| ------ | ------------------ | ---------------- | ------------------------ | ---- | ------- | ------- | ------ | ------ | ------ | ------- | ------- | ------ | ------- | ------- | ----- | ------- | ------- | ------ | ------ | ------- | ------ | ------ | ----- | ------ | ------- |
| 2006.  | BMW Sauber F1 Team | BMW Sauber F1.06 | BMW P86 2.4 V8           | M    | BHR     | MAL     | AUS    | SMR    | EUR    | ŠPA     | MON     | VBR    | KAN     | SAD     | FRA   | NJE     | MAĐ DSQ | TUR 12 | ITA 3  | KIN 13  | JAP 9  | BRA 9  |       | 6      | 16.     |
| 2007.  | BMW Sauber F1 Team | BMW Sauber F1.07 | BMW P86/7 2.4 V8         | B    | AUS Ret | MAL 18  | BHR 6  | ŠPA 4  | MON 5  | KAN Ret | SAD Inj | FRA 4  | VBR 4   | EUR 7   | MAĐ 5 | TUR 8   | ITA 5   | BEL 9  | JAP 7  | KIN Ret | BRA 5  |        |       | 39     | 6.      |
| 2008.  | BMW Sauber F1 Team | BMW Sauber F1.08 | BMW P86/8 2.4 V8         | B    | AUS Ret | MAL 2   | BHR 3  | ŠPA 4  | TUR 4  | MON 2   | KAN 1   | FRA 5  | VBR Ret | NJE 7   | MAĐ 8 | EUR 3   | BEL 6   | ITA 3  | SIN 11 | JAP 2   | KIN 6  | BRA 11 |       | 75     | 4.      |
| 2009.  | BMW Sauber F1 Team | BMW Sauber F1.09 | BMW P86/9 2.4 V8         | B    | AUS 14  | MAL Ret | KIN 13 | BHR 18 | ŠPA 11 | MON Ret | TUR 7   | VBR 13 | NJE 14  | MAĐ 13  | EUR 8 | BEL 4   | ITA Ret | SIN 8  | JAP 9  | BRA 2   | ABU 10 |        |       | 17     | 14.     |
| 2010.  | Renault F1 Team    | Renault R30      | Renault RS27-2010 2.4 V8 | B    | BHR 11  | AUS 2   | MAL 4  | KIN 5  | ŠPA 8  | MON 3   | TUR 6   | KAN 7  | EUR 5   | VBR Ret | NJE 7 | MAĐ Ret | BEL 3   | ITA 8  | SIN 7  | JAP Ret | KOR 5  | BRA 9  | ABU 5 | 136    | 8.      |